# Félix Bracquemond

Félix Bracquemond (1865) door Nadar.

Félix Bracquemond (Parijs, 22 mei 1833 – Sèvres, 27 oktober 1914) was een Franse schilder, etser, graveur, keramist en houtsnijder.

## Leven en werk
Hij werd in zijn vroege jaren opgeleid tot lithograaf totdat Joseph Guichard, een leerling van Ingres, hem opnam in zijn studio. Het portret van zijn grootmoeder, door hem geschilderd op negentienjarige leeftijd, trok de aandacht van Théophile Gautier op de Salon.
In 1863 werd een van zijn etsen door de jury afgewezen. Samen met andere impressionistische kunstenaars toonde hij zijn werk toen op de Salon des Refusés.
Zijn boek over tekeningen en kleur, dat in 1885 verscheen, was van groot belang voor Vincent van Gogh.
Hij hield zich bezig met gravures en etsen in 1853 en speelde een leidende rol in de heropleving van de kunst van het etsen in Frankrijk. In totaal produceerde hij meer dan achthonderd platen, die bestaan uit portretten, landschappen, scènes van het leven en vogelstudies, naast tal van interpretaties van schilderijen van andere kunstenaars, met name die van Jean-Louis-Ernest Meissonier, Gustave Moreau en Jean-Baptiste Camille Corot. Na in 1870 verbonden te zijn geweest aan de porseleinfabriek in Sèvres, aanvaardde hij een functie als artistiek directeur aan het Parijse Haviland de Limoges. Hij was verbonden door een hechte vriendschap met Édouard Manet, James McNeill Whistler en tal van andere strijders voor de impressionistische zaak. In 1874 exposeerde hij op de Eerste tentoonstelling van de impressionisten.
In 1869 trouwde hij met de in Bretagne geboren Franse impressionistische kunstenaar Marie Quivoron.
Bracquemond was een prominent figuur in de artistieke en literaire kringen in de tweede helft van de 19e eeuw. Hij was goed bevriend met schrijvers als Edmond de Goncourt en criticus Gustave Geffroy, en rekende Millet en Corot, Henri Fantin-Latour, Edgar Degas en de impressionistische cirkel, en Auguste Rodin onder zijn vrienden. Hij was een van de meer productieve etsers/graveurs van zijn tijd en kreeg de grande medaille d'honneur op de Wereldtentoonstelling van 1900. Hij was tevens een schilder, keramist en een vernieuwer in de decoratieve kunsten. Gabriel Weisberg noemde hem de "boetseerder van de artistieke smaak in zijn tijd". Inderdaad was het Bracqemond die de schoonheid onderkende van de Hokusai houtsneden die werden gebruikt als verpakkingsmateriaal bij het vervoer van Japans porselein. Deze ontdekking ondersteunde de veranderingen in het uiterlijk van de late 19e-eeuwse kunst.
In 1889 werd hij door de Franse overheid onderscheiden met de benoeming tot Officier in het Legioen van Eer.

## Galerij

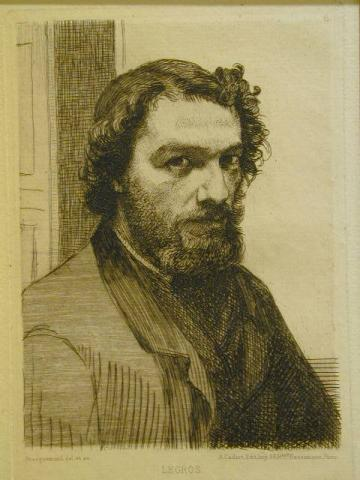
Portret van Alphonse Legros door Félix Bracquemond
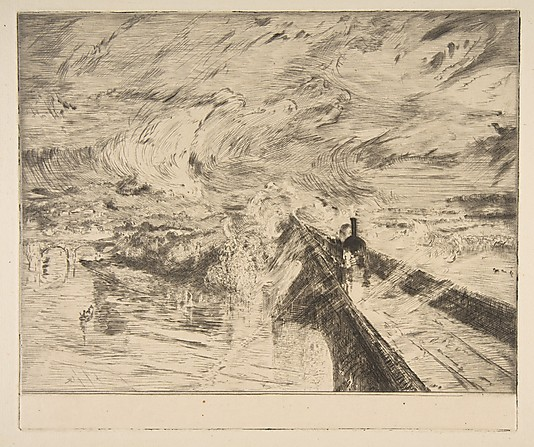
Ets naar Turners Rain, Steam and Speed - The Great Western Railway, 1873

- Auckland Art Gallery Toi o Tāmaki: 210
- Art Gallery of South Australia: 3009
- Biblioteca Nacional de España: XX891775
- Bibliothèque nationale de France: cb12234214m (data)
- Gemeinsame Normdatei: 118856898
- International Standard Name Identifier: 0000 0001 2136 4899
- KulturNav: 0d44759f-423a-4de3-828e-fed99b1b7fe5
- Library of Congress Control Number: n84161760
- Base Léonore: LH//349/89
- Nationale Bibliotheek van Tsjechië: xx0169706
- Nationale Bibliotheek van Israël: 987007437954305171
- Nederlandse Thesaurus van Auteursnamen: 070342024
- RKD-Nederlands Instituut voor Kunstgeschiedenis: 11880
- SNAC: w6cr6c7s
- Système universitaire de documentation: 031048838
- Museum of New Zealand Te Papa Tongarewa: 272
- Union List of Artist Names: 500023048
- Virtual International Authority File: 64059337
- WorldCat: E39PBJtrWFXRFGq7FHWQRxkJjC